# Kim Tae-hyeon
Kim Tae-hyeon (kor. 김태현; * 17. September 2000) ist ein südkoreanischer Fußballspieler.

## Karriere

### Verein
Kim Tae-hyeon erlernte das Fußballspielen in der Mannschaft der Lee Hoe-taik Football School sowie in den Schulmannschaften der Tongjin School. Seinen ersten Profivertrag unterschrieb er am 4. Januar 2019 bei Ulsan Hyundai. Das Fußballfranchise aus Ulsan spielte in der ersten südkoreanischen Liga. Von Juli 2019 bis Dezember 2019 wurde er an den Zweitligisten Daejeon Citizen nach Daejeon ausgeliehen. Für den Klub absolvierte er elf Zweitligaspiele. Die Saison 2020 wurde er an den ebenfalls in der zweiten Liga spielenden Seoul E-Land FC aus der Hauptstadt Seoul ausgeliehen. Für den Hauptstadtklub stand er 24-mal in der zweiten Liga auf dem Spielfeld. Nach der Ausleihe kehrte er zu Ulsan zurück. 2021 spielte er sechsmal für Ulsan in der ersten Liga und feierte am Ende der Saison die Vizemeisterschaft. Im Februar 2022 ging er nach Japan, wo er in Sendai auf Leihbasis beim Zweitligisten Vegalta Sendai spielte. Nachdem der Vertrag bei Ulsan ausgelaufen war, unterschrieb er in Japan einen Vertrag beim Erstligisten Sagan Tosu. Am Ende der Saison 2024 belegte er mit Sagan Tosu den letzten Tabellenplatz und musste somit in die zweite Liga absteigen. Nach dem Abstieg verließ er den Verein und schloss sich im Januar 2025 dem Erstligisten Kashima Antlers an.

### Nationalmannschaft
Kim Tae-hyeon spielte 2016 einmal für die U16-Nationalmannschaft, sowie dreimal für die U17. 2019 kam er zweimal für die U20 und zweimal für die U22 zum Einsatz. 2020 nahm er mit der südkoreanischen U23-Mannschaft an der U23-Asienmeisterschaft in Thailand teil. Hier besiegte man im Endspiel die U23-Mannschaft von Saudi-Arabien 1:0.

## Erfolge

### Verein
Ulsan Hyundai
- Südkoreanischer Vizemeister: 2021

### Nationalmannschaft
Südkorea U23
- U23-Asienmeisterschaft: 2020